# La Atalaya (Santa Brígida)
La Atalaya es una localidad del municipio de Santa Brígida, Gran Canaria, España. En 2023 contaba con 3084 habitantes.

## Historia
La localidad de La Atalaya recibe su nombre por estar en un promontorio que domina el barranco de Las Goteras, y que fue lugar de vigilancia y defensa. Tal nombre es mencionado por Bartolome Hernandez en los repartimientos el 17 de octubre de 1550. Se da por sentado que mucho antes ya había sido un poblado aborigen de cuevas, con casas excavadas en la roca.
Tras la conquista se desarrolló una variada industria artesanal especialmente la textil llegando a contar con 120 telares. A partir del siglo XIX es la alfarería la que gana importancia, con más de doscientas familias las dedicadas a esta tradición artesanal. Aquí se confeccionaba la loza con una técnica manual, sin torno.
En la actualidad el Centro Locero de La Atalaya, inaugurado en diciembre de 1997 junto con la recuperación de varias cuevas, como la Casa-Alfar de Panchito, convertido hoy en ecomuseo, han permitido reactivar esta vieja tradición.